# مولینو دی تورتی
مولینو دی تورتی (انگلیسی: Molino dei Torti) یک کومونه در ایتالیا است که در استان آلساندریا واقع شده‌است.

## خصوصیات
مولینو دی تورتی ۲٬۷ کیلومترمربع مساحت و ۶۸۵ نفر جمعیت دارد.